# Katya Soldak

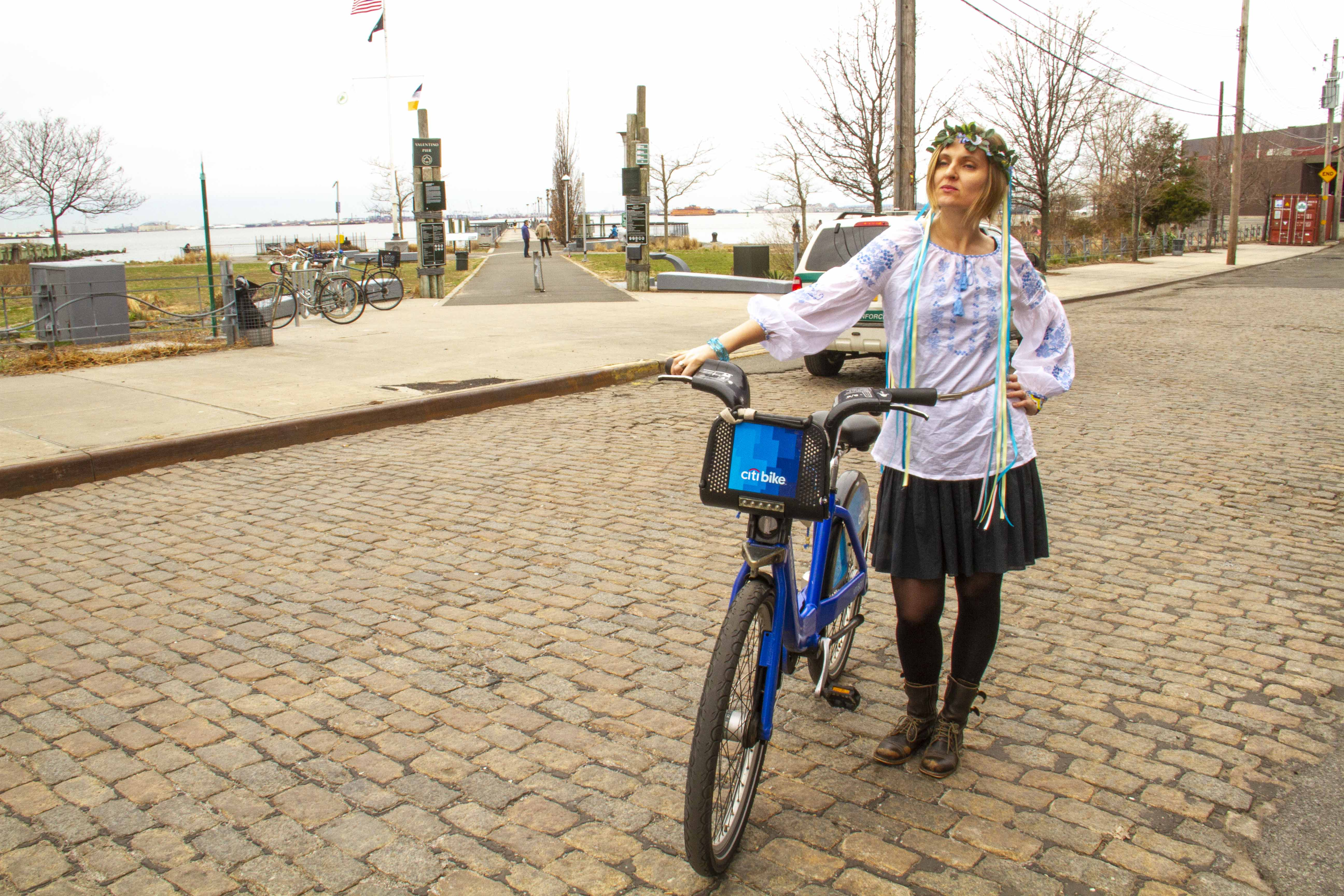
Katya Soldak 2016 bei Filmaufnahmen zu „Das Ukraine-Dilemma“

Katya Soldak (ukrainisch Катя Солдак ‚Katja Soldak‘; * 1977 in Charkiw, Ukrainische SSR) ist eine ukrainisch-US-amerikanische Journalistin und Filmemacherin. Sie ist Redaktionsleiterin der internationalen Ausgabe des Forbes Magazine und lebt in New York.

## Leben
Soldak wurde in der Ukraine geboren und wanderte als Teenagerin in die USA aus, wo sie von 2001 bis 2003 das Emerson College besuchte.
Sie schloss im Jahr 2008 die Columbia University Graduate School of Journalism mit einem Master in digitalen Median ab.
Katya Soldak ist die Regisseurin des Dokumentarfilms Das Ukraine-Dilemma und Autorin des Memoiren-Essays „This Is How Propaganda Works“ über das Aufwachsen in der Sowjetunion. Schwerpunkte ihrer Arbeit sind die Ukraine und andere postsowjetische Staaten.
Am 17. Januar 2023 moderierte Soldak eine Podiumsdiskussion in Davos im Ukraine-Haus Davos mit dem Titel „Defending Our Freedom: Ukrainian Bravery on the Frontline“.
Soldak lebt getrennt und hat eine Tochter.

## Publikationen
- Katya Soldak: OLIGARCH IN THE MIDDLE. As Russian troops roll in, Ukraine's second-richest man, Victor Pinchuk, must choose between his head and his heart. In: FORBES 62/2014, ISSN 0015-6914, OCLC 830786147
- Katya Soldak: FROM OLIGARCH TO PRESIDENT. Mikhail Prokhorov is a tycoon in Russia, Jay-Z's partner in Brooklyn-and a strong candidate to eventually replace In: FORBES 40/2013, ISSN 0015-6914, OCLC 5562078782

## Filmografie
- Das Ukraine-Dilemma (USA 2020, 85 Min.)